# Islamismo em Portugal

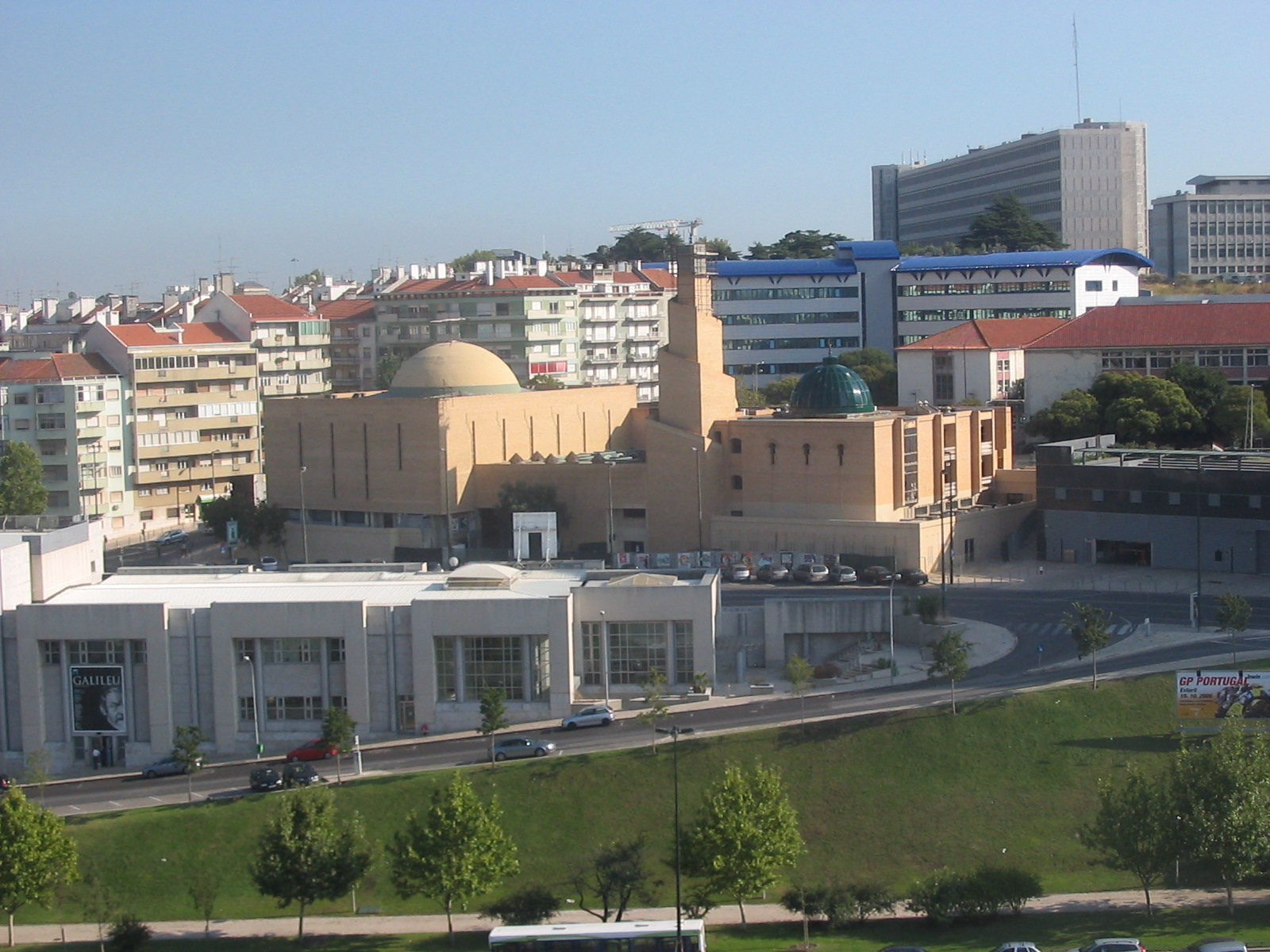
Mesquita de Lisboa

De acordo com o Instituto Nacional de Estatística, apoiado no censo de 1991, havia 9 134 muçulmanos em Portugal, número que corresponde a cerca de 0,1% da população. A maioria da população muçulmana é originária das antigas províncias ultramarinas Portuguesas da Guiné-Bissau e de Moçambique, sendo a população mais recente, originária do subcontinente indiano.
Em 2008 o número de muçulmanos em Portugal aumentou para cerca de 15 000, e em 2013, havia mais de 20 000 muçulmanos em Portugal. A maioria dos muçulmanos no país são sunitas, seguido por cerca de 5 000 a 7 000 xiitas. Há também um número limitado de muçulmanos Ahmadiyya.

## História
Durante séculos, de 711 a 1249, grande parte do território actual de Portugal esteve sob o domínio muçulmano sob o nome de Al-Andalus. Esta presença influenciou culturalmente Portugal, especialmente no sul, na forma de arte islâmica. Também a própria língua teve alguma influência, incorporando várias palavras árabes. Em Mértola, existe ainda uma antiga mesquita, que foi convertida em igreja (Igreja de Nossa Senhora da Anunciação) depois da Reconquista.